# Turisme a Estònia

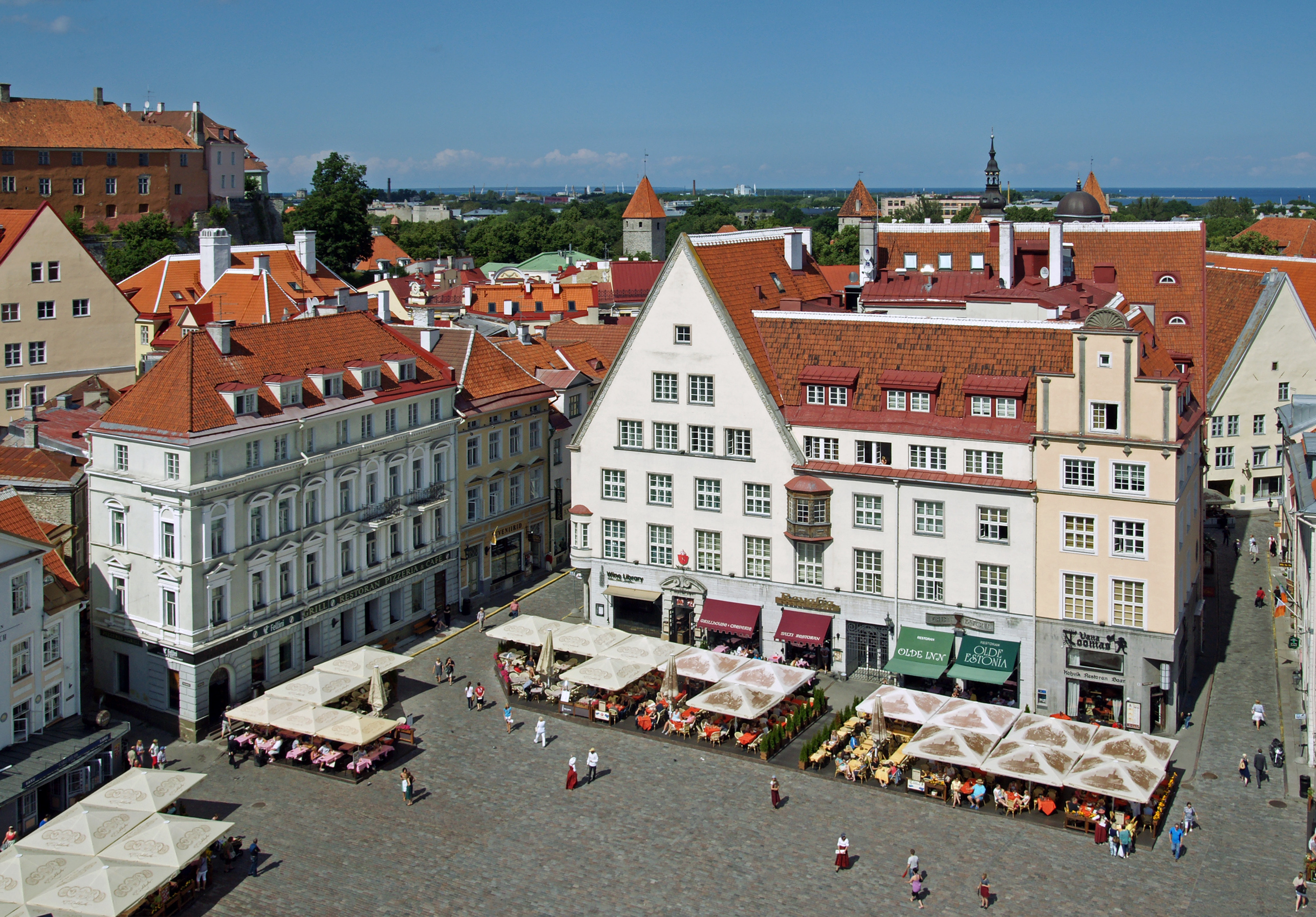
La ciutat de Tallinn és un dels llocs més visitats del país

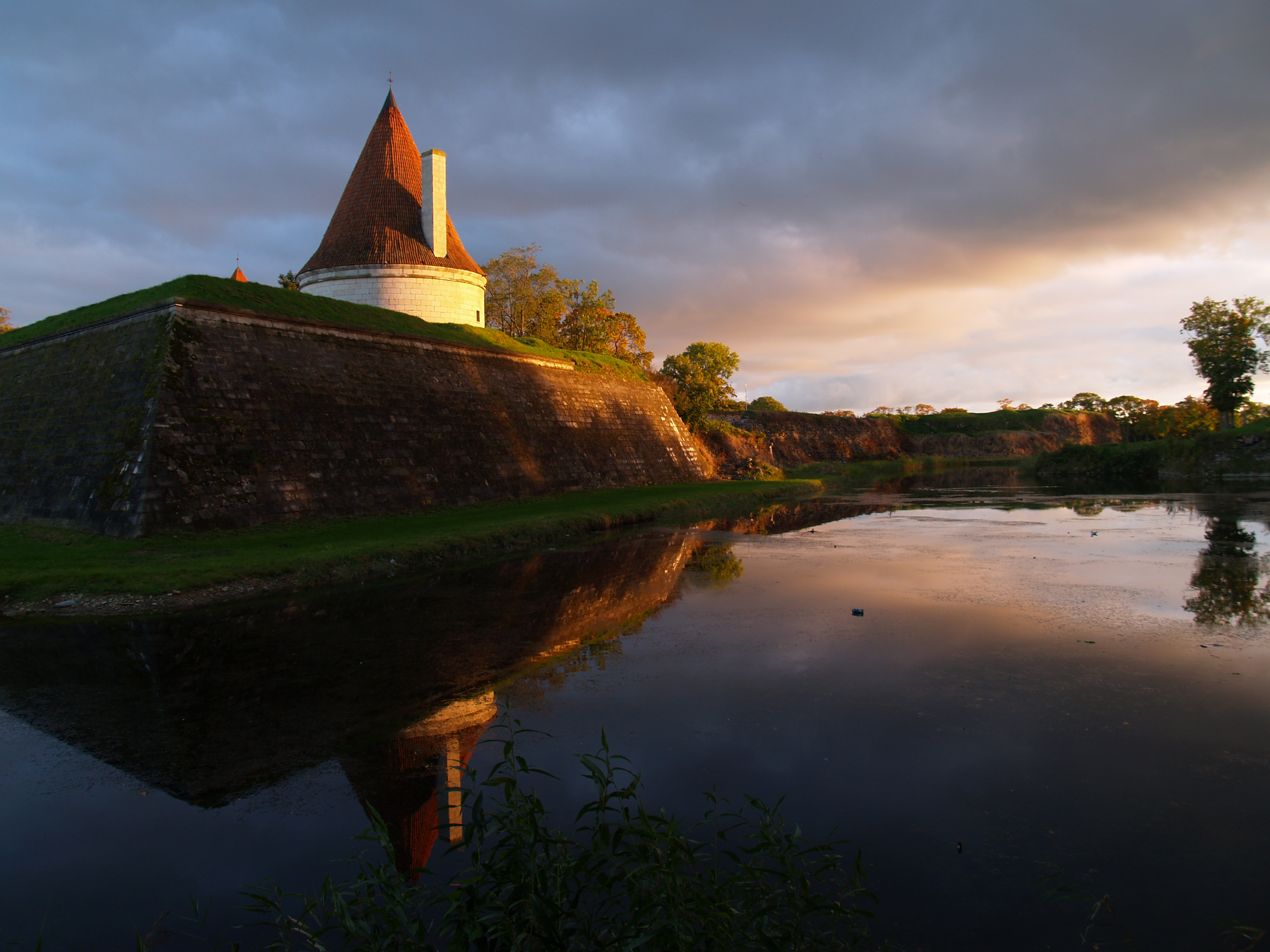
Castell de Kuressaare

El turisme a Estònia es refereix a l'estat general de la indústria del turisme a la nació bàltica d'Estònia. És una part clau de l'economia del país, i contribueix amb el 7,8% al seu PIB, i ocupa el 4,3% de la seva població. El 2018, el turisme i altres serveis relacionats van representar més del 10,8 per cent de les exportacions d'Estònia. El turisme està augmentant ràpidament a Estònia: el nombre d'arribades de turistes —tant nacionals com internacionals— ha augmentat de 2,26 milions el 2006 a 3,79 milions el 2019. Estònia també va ser classificada com el 15è país més segur per visitar el 2017, segons safedestinations.com, amb una puntuació de 8,94 sobre 10 a la seva llista. En un informe del 2018 publicat per l'OCDE, van concloure que la majoria dels turistes internacionals provenen de llocs com Finlàndia, Rússia, Letònia, Alemanya i Suècia.
El turisme nacional a Estònia és gestionat pel Ministeri d'Afers Econòmics i Comunicacions (en estonià: Majandus- ja Kommunikatsiooniministeerium), que treballa estretament amb l'agència nacional de turisme, la Junta de Turisme d'Estònia. El 2014, el Govern d'Estònia va anunciar el Pla Nacional de Desenvolupament Turístic, un projecte destinat a invertir 123 milions d'euros a la indústria turística estoniana, amb una durada prevista fins al 2020. Després del 2020, quan el pla va finalitzar, el Ministeri va anunciar un nou pla que va començar el 2021 i finalitzarà el 2024, titulat "Programa de Turisme 2021–24", amb l'ajut del Ministeri d'Educació i Recerca d'Estònia.
En el context del turisme en general, Estònia, juntament amb altres Estats bàltics, es considera una nació de l'Bloc de l'Est recentment alliberada amb una història rica i una natura verge. Les destinacions populars a Estònia inclouen la capital nacional de Tallinn, Tartu, Pärnu i Saaremaa, de les quals el centre històric de Tallinn és un Patrimoni de la Humanitat designat per la UNESCO. A més, Estònia també és una destinació popular per a estudiants estrangers: 5.528 estudiants de països externs van estudiar a Estònia, principalment de països veïns, però també ocasionalment de llocs com Azerbaidjan, Nigèria i Índia, que comprenen el 12,2% de tots els estudiants a Estònia.
Les àrees més prometedores del turisme a Estònia són el turisme de natura i l'ecoturisme, el turisme rural, el turisme de salut, el turisme de conferències i el turisme relacionat amb el lleure actiu (com el turisme cultural i el turisme d'hivern). La importància de l'economia turística en el PIB i l'ocupació d'Estònia és de gairebé el 8%, i el turisme també fa una contribució important als ingressos per exportació d'Estònia.
Els factors que han influït principalment en el turisme receptor d'Estònia durant les darreres dues dècades han estat el desenvolupament de les connexions de transport, el nivell de preus d'Estònia i els esdeveniments que han ajudat a cridar més l'atenció dels mitjans estrangers sobre Estònia (com ara l'adhesió a la Unió Europea el 2004 i Tallinn com a Capital Europea de la Cultura el 2011). Les principals orientacions estratègiques de l'estat estonià per al desenvolupament del turisme a Estònia són augmentar la notorietat d'Estònia com a destinació de viatge, desenvolupar productes turístics i desenvolupar atraccions turístiques d'interès internacional i destinacions turístiques regionals. El 2018, 3,5 milions de turistes nacionals i estrangers es van allotjar en establiments d'allotjament estonians

## Història
| Any  | Nombre de turistes |
| ---- | ------------------ |
| 1995 | 530,000            |
| 1996 | 665,000            |
| 1997 | 730,000            |
| 1998 | 825,000            |
| 1999 | 950,000            |
| 2000 | 1,220,000          |
| 2001 | 1,320,000          |
| 2002 | 1,362,000          |
| 2003 | 1,462,000          |
| 2004 | 1,750,000          |
| 2005 | 1,917,000          |
| 2006 | 1,940,000          |
| 2007 | 1,900,000          |
| 2008 | 2,222,000          |
| 2009 | 2,180,000          |
| 2010 | 2,511,000          |
| 2011 | 2,823,000          |
| 2012 | 2,957,000          |
| 2013 | 3,111,000          |
| 2014 | 3,160,000          |
| 2015 | 2,961,000          |
| 2016 | 3,131,000          |
| 2017 | 3,245,000          |

La terra que es coneix com a Estònia ha tingut històricament una llarga tradició de navegació i comerç que es remunta a la Lliga Hanseàtica.

### Primers anys: mitjans del segle XIX – 1945
La història del turisme modern a Estònia es remunta a mitjans del segle XIX, quan formava part de l'Imperi Rus. Els primers turistes eren principalment els buròcrates i els rics de Sant Petersburg, Moscou i altres ciutats russes.
Durant aquest període es van establir diverses estacions de vacances a la zona (balnearis) que es van construir aprofitant les condicions naturals locals: el mar, la platja de sorra i el fang marí. Els balnearis es van construir a Haapsalu, Pärnu, Kuressaare i Narva-Jõesuu. El primer d'ells es va construir a Haapsalu, on el metge de la ciutat, Karl Abraham Hunnius, va fundar el 1825 un establiment de banys d'aigua de mar i fang, que més tard es va anomenar el balneari de fang de Bergfeldt.
Gràcies al desenvolupament dels ferrocarrils, Võsu, Sillamäe, Toila i Nõmme també es van convertir en llocs d'estiueig.
Després de la Primera Guerra Mundial i la Revolució d'Octubre, Estònia es va convertir en una nació independent el 1918. El 1920 es va formar la Societat de Turistes d'Estònia, una organització dedicada a la promoció del turisme nacional i internacional a Estònia, i el 1930 es va establir l'Oficina Central de Gestió del Turisme per ajudar-la.

### Postguerra i anys soviètics: 1945–1991

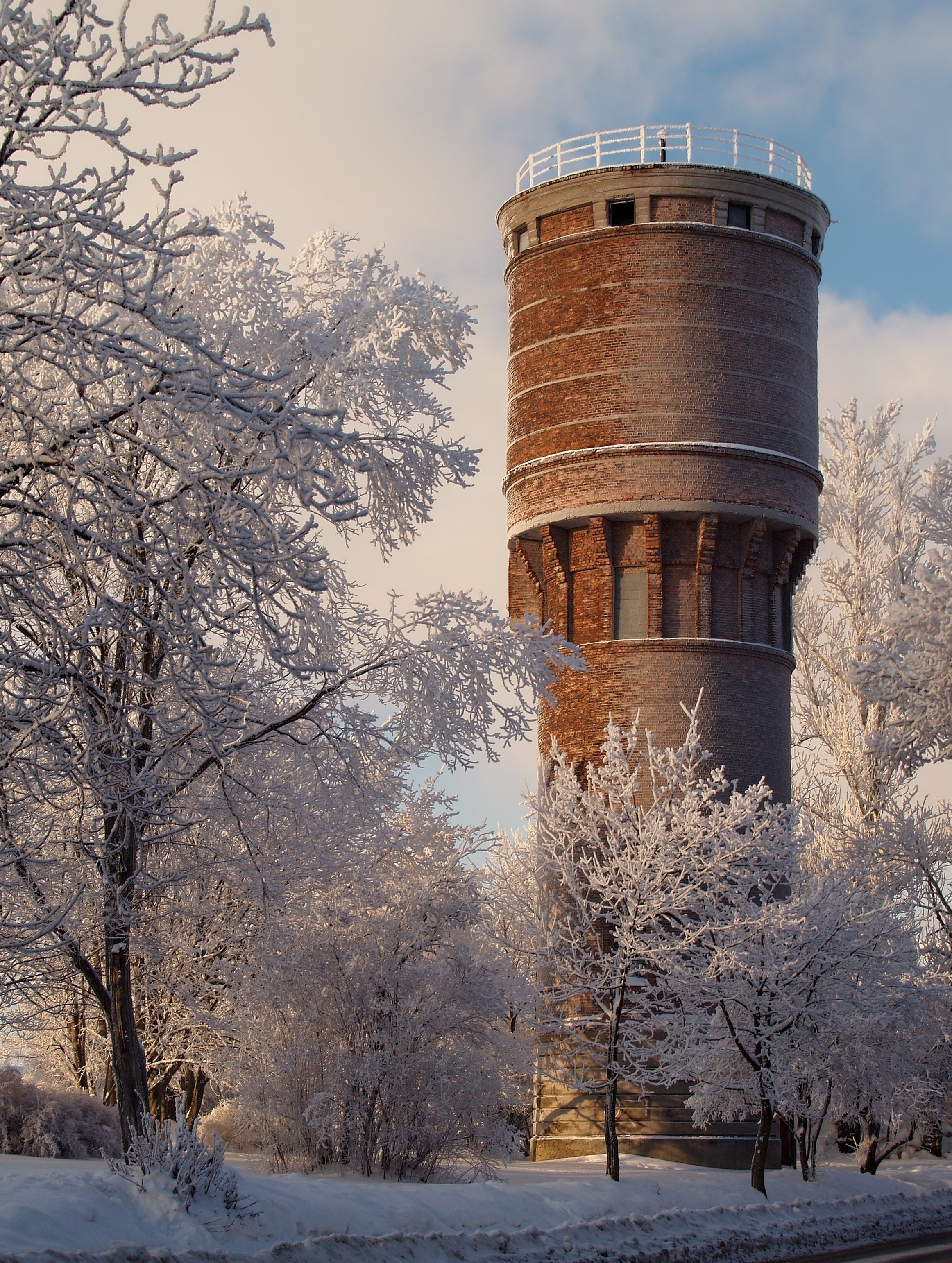
Torre de l'aigua de l'estació de ferrocarril de Tartu

Després de la incorporació d'Estònia a la Unió Soviètica, la seva economia va experimentar un canvi increïble per adaptar-la a la ideologia comunista dels soviètics. En comparació amb altres parts de la Unió Soviètica, Estònia estava molt més desenvolupada com a resultat d'haver estat independent anteriorment, i per tant els soviètics van aprofitar això per desenvolupar diverses indústries d'alta tecnologia a Estònia. Amb l'ajuda d'organitzacions com Intourist i una inversió substancial per part del govern soviètic, la indústria turística estoniana es va revifar gradualment. A la dècada de 1970, Tallinn era el cinquè lloc més popular per visitar per als visitants de la Unió Soviètica.

### Anys posteriors a la Unió Soviètica: 1991–actualitat
La indústria turística estoniana s'ha desenvolupat ràpidament des de la dissolució de la Unió Soviètica, impulsada per la reobertura de fronteres, el restabliment de les lleis de llibertat de moviment i el creixent interès per Estònia com a destinació turística. La creació de la Junta de Turisme d'Estònia el 1990 per ajudar a implementar noves polítiques governamentals per al turisme a Estònia també va ser un altre factor important en tot això. El 1995, els serveis turístics representaven el 20% de les exportacions totals d'Estònia. La Gran Recessió va aturar temporalment el creixement del turisme estonià, però des d'aleshores la indústria ha anat creixent: la quota del turisme havia augmentat fins al 5% de l'economia el 2016.
L'any 2024 es va començar a elaborar un pla de desenvolupament per al centre històric de Tallinn, que entre altres coses té en compte el problema del turisme de masses: la "museïtzació" del centre històric: els habitants de Tallinn s'allunyen del centre històric perquè senten que tots els serveis s'hi han construït per als turistes. A més, els dirigents de la ciutat estaven preocupats per la disminució dels residents permanents al centre històric.

## Finançament, planificació i organització governamentals
El finançament governamental per al turisme es duu a terme normalment mitjançant l'aprovació del Ministeri d'Afers Econòmics i Comunicacions, i després es transmet a la Junta de Turisme d'Estònia. El finançament turístic s'estableix al Pla Nacional de Desenvolupament Turístic (PNDT), elaborat per primera vegada el 1998 com a part d'una estratègia més àmplia per fer créixer l'economia estoniana, juntament amb la Llei de Turisme (Turismeadus) adoptada el 2000. El PNDT s'ha revisat contínuament; la revisió més recent va ser el 2014.
El 1996, Estònia es va dividir en 4 regions turístiques principals: Tallinn (Ciutat Vella), Nord (Mar Bàltic), Sud (patrimoni cultural) i Oest (illes i paisatges costaners). A la dècada de 1990, la majoria dels proveïdors d'hotels es trobaven a Tallinn, amb el 25% de tots els hotels i el 49% de tots els llits.

## Turisme rural
El turisme rural a Estònia també està creixent a un ritme ràpid, especialment entre els turistes japonesos. El 2014, el 31% dels turistes estrangers a Estònia eren turistes de natura. La majoria del turisme rural a Estònia són petites empreses que ofereixen allotjament, menjar i serveis de vacances. Com gran part del turisme en general, el turisme rural i de natura va experimentar augments massius després de la independència d'Estònia de la Unió Soviètica el 1990, juntament amb la privatització de les antigues granges estatals. Les granges turístiques són més comunes al Comtat de Võru.

## Amenaces al turisme

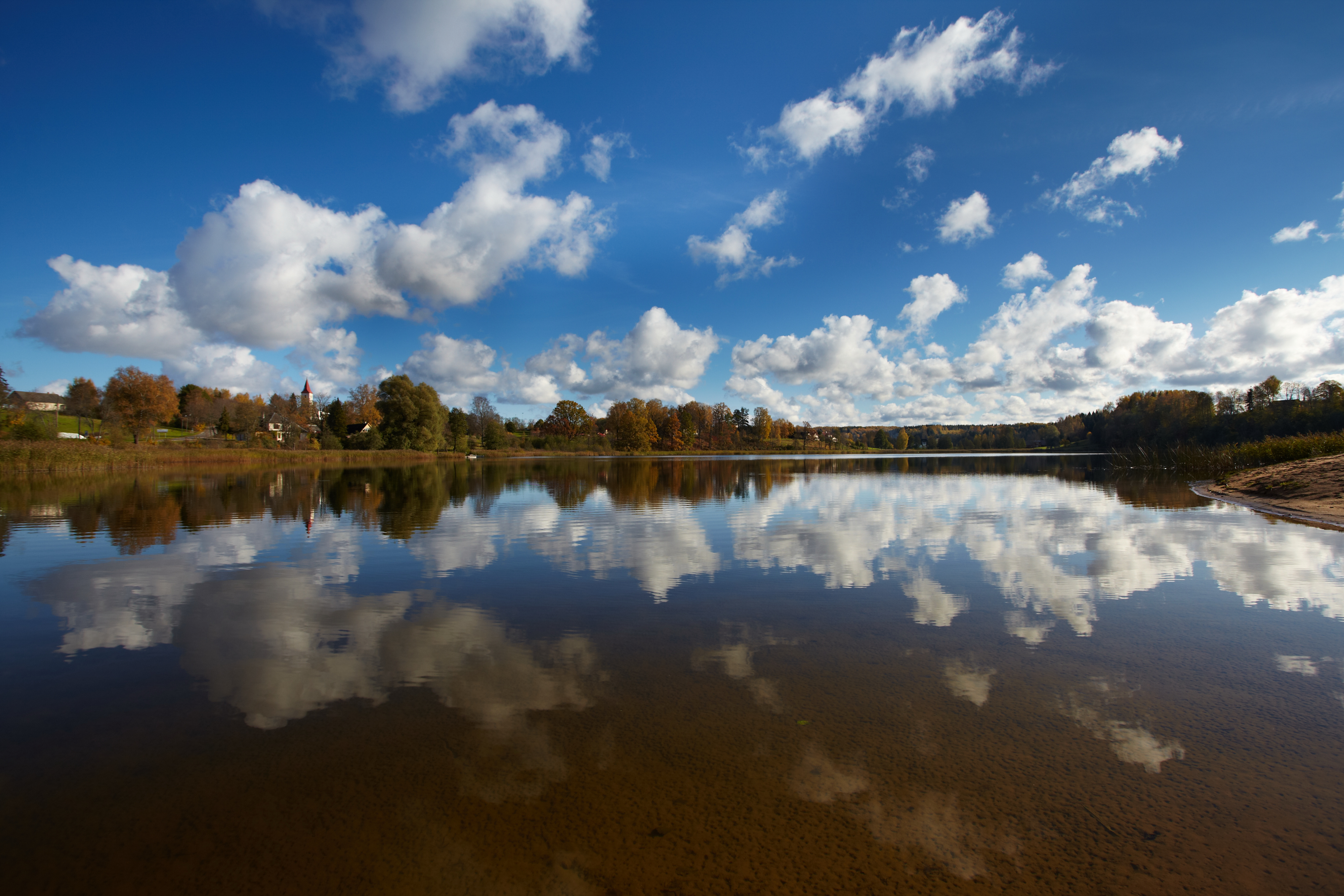
Rõuge Suurjärv (Gran Llac de Rouge)

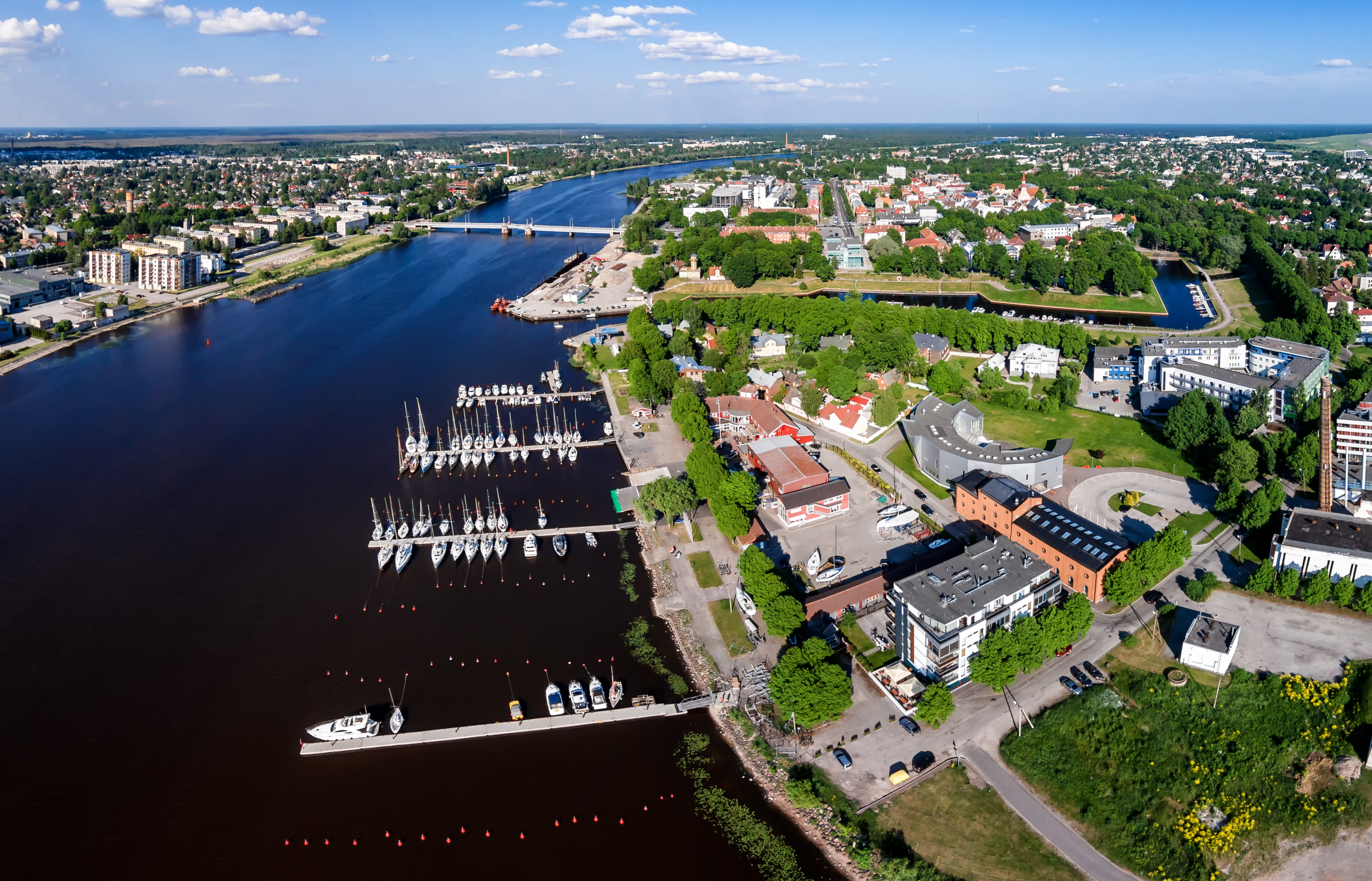
Vista aèria de Pärnu

### "Turisme del vodka"
El "turisme del vodka" és una indústria de ràpid creixement a Estònia. Estònia té una llarga història de fabricació de vodka des del segle XVIII, i es considera un dels països productors de vodka tradicionals, juntament amb els seus veïns. Després de la introducció d'un servei de ferri de passatgers entre les ciutats de Hèlsinki i Tallinn el 1968, va començar a sorgir el "turisme del vodka", ja que els finlandesos sovint viatjaven a Estònia per obtenir alcohol més barat. Tanmateix, molts estonians també han viatjat a països veïns, especialment Letònia, per obtenir alcohol encara més barat. Això ha costat al govern estonià uns 30 milions d'euros el 2017, i el Ministeri de Finances d'Estònia ha declarat que si continua, pot causar un "forat pressupostari" de 20 milions d'euros. A més, el turisme del vodka també ha causat una reputació negativa per a Estònia com a destinació turística.

### Impacte de la COVID-19
A causa de les mesures de seguretat i quarantena promulgades com a resultat de la pandèmia de COVID-19, es va dir que la disminució del flux de turistes procedents de Xina havia afectat el turisme estonià, malgrat que els visitants xinesos representaven només l'1% de tots els turistes internacionals a Estònia. El 27 de setembre de 2021, el govern estonià va anunciar noves regulacions per als viatgers que hi entraven: només els viatgers de la República Txeca, Hongria, Polònia i la Ciutat del Vaticà podien entrar sense cap restricció.

## Galeria

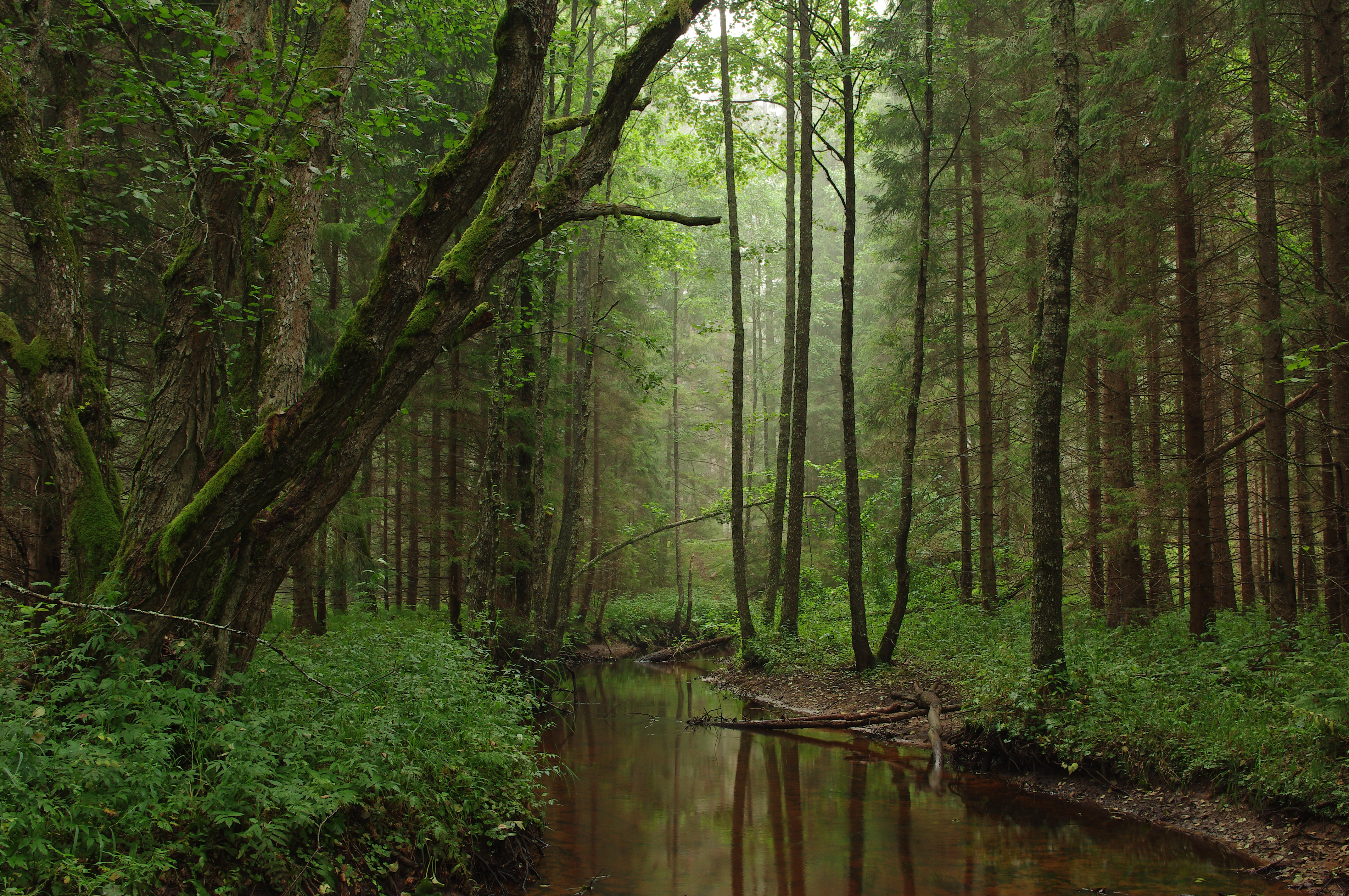
Riu Tarvasjõgi
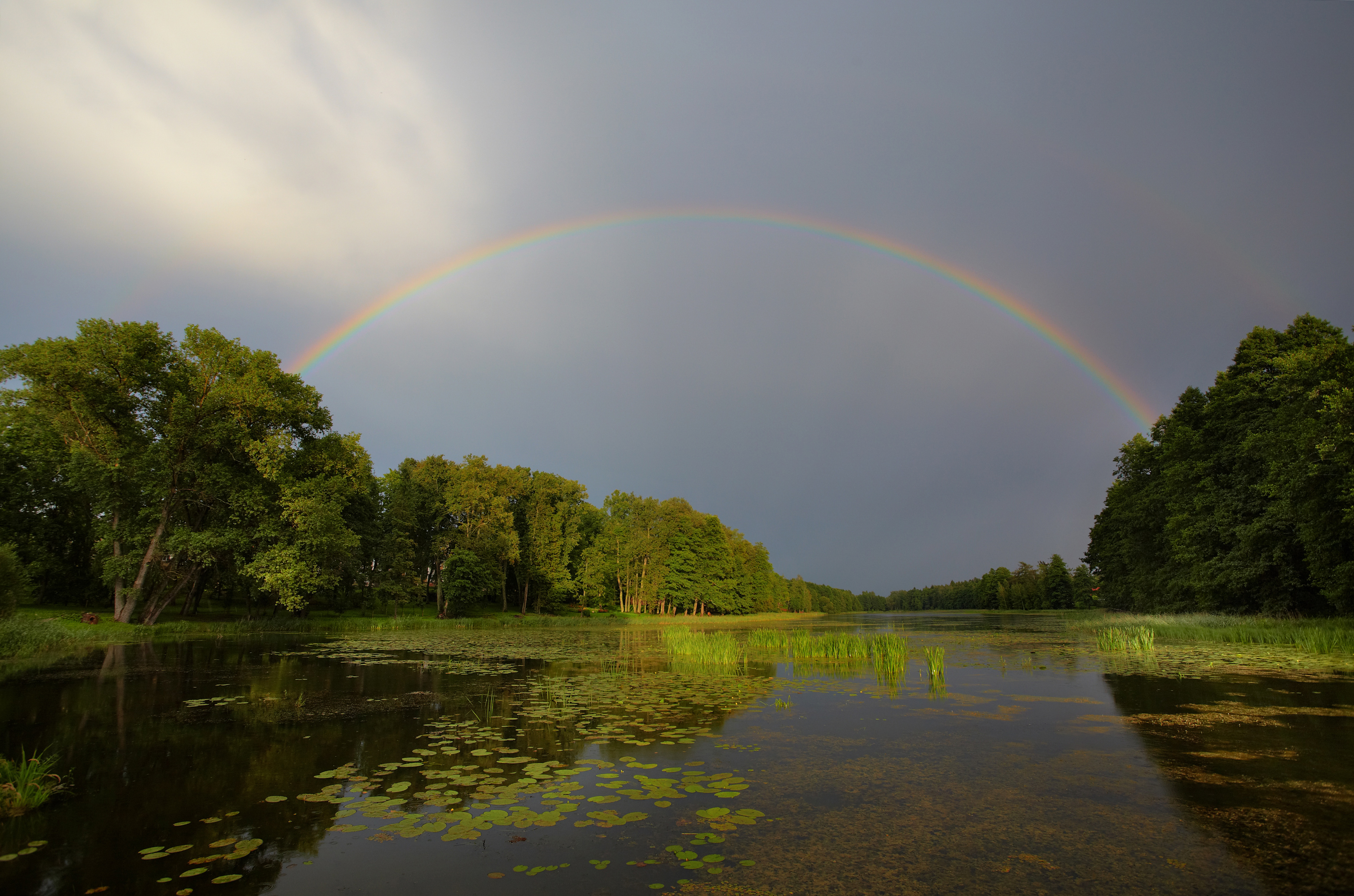
Väimela Alajärv
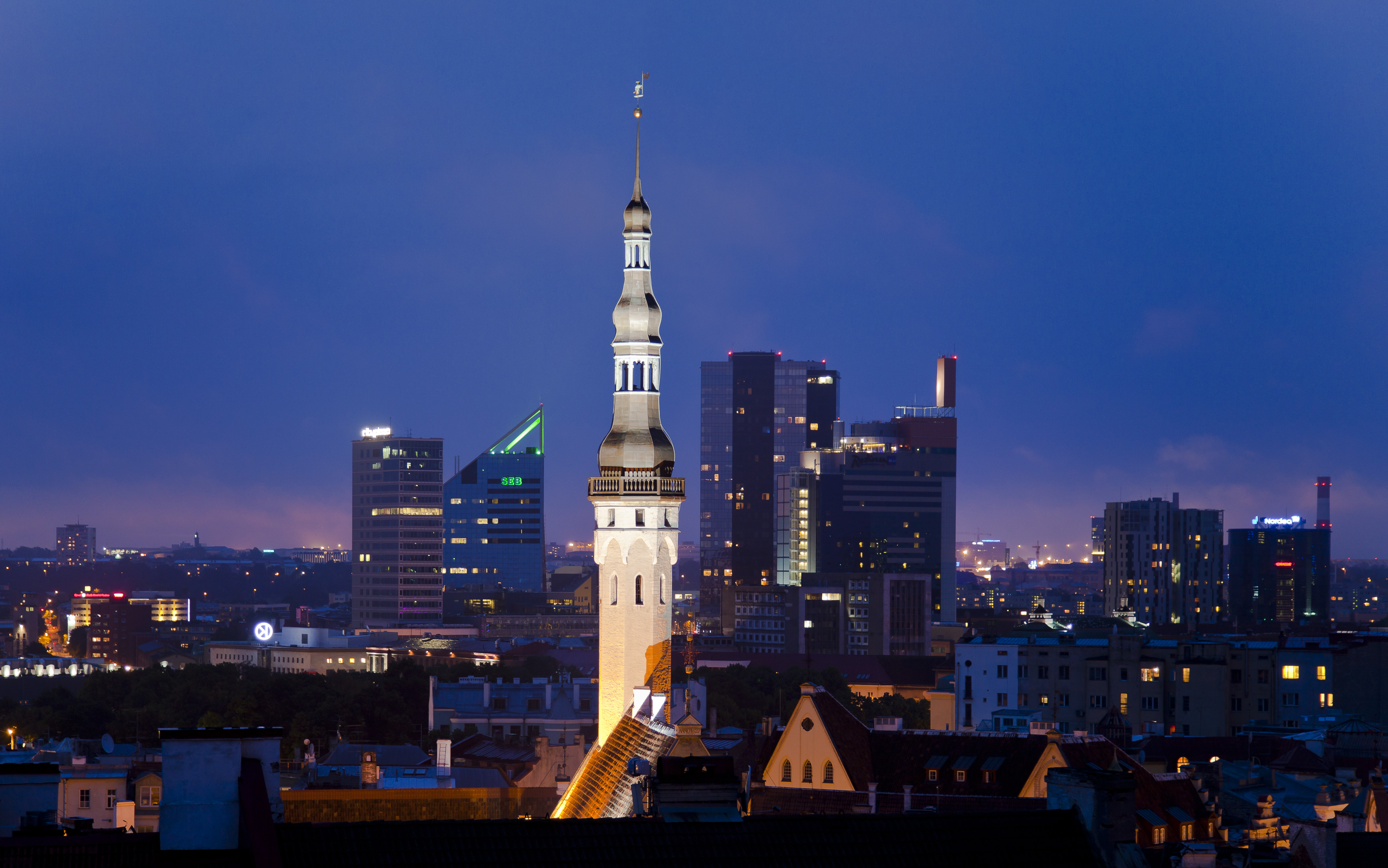
Tallinn vist des de Toompea
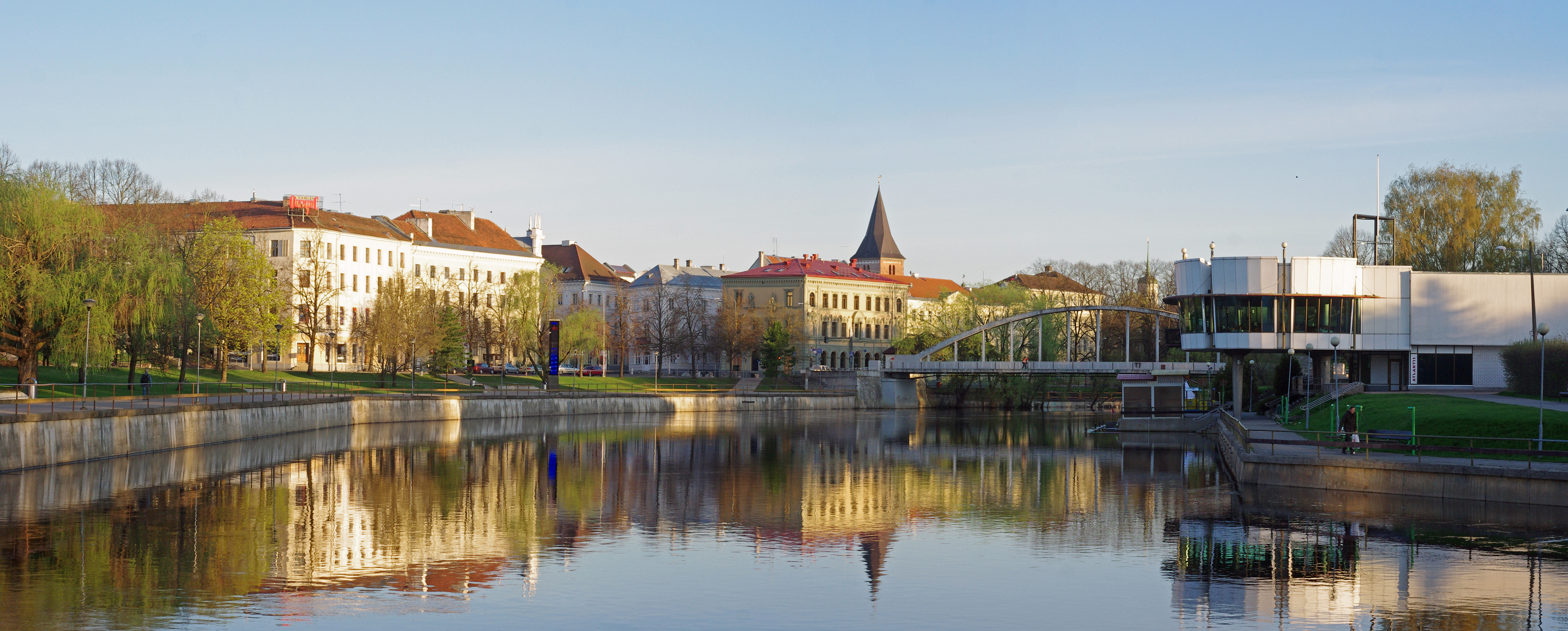
Tartu
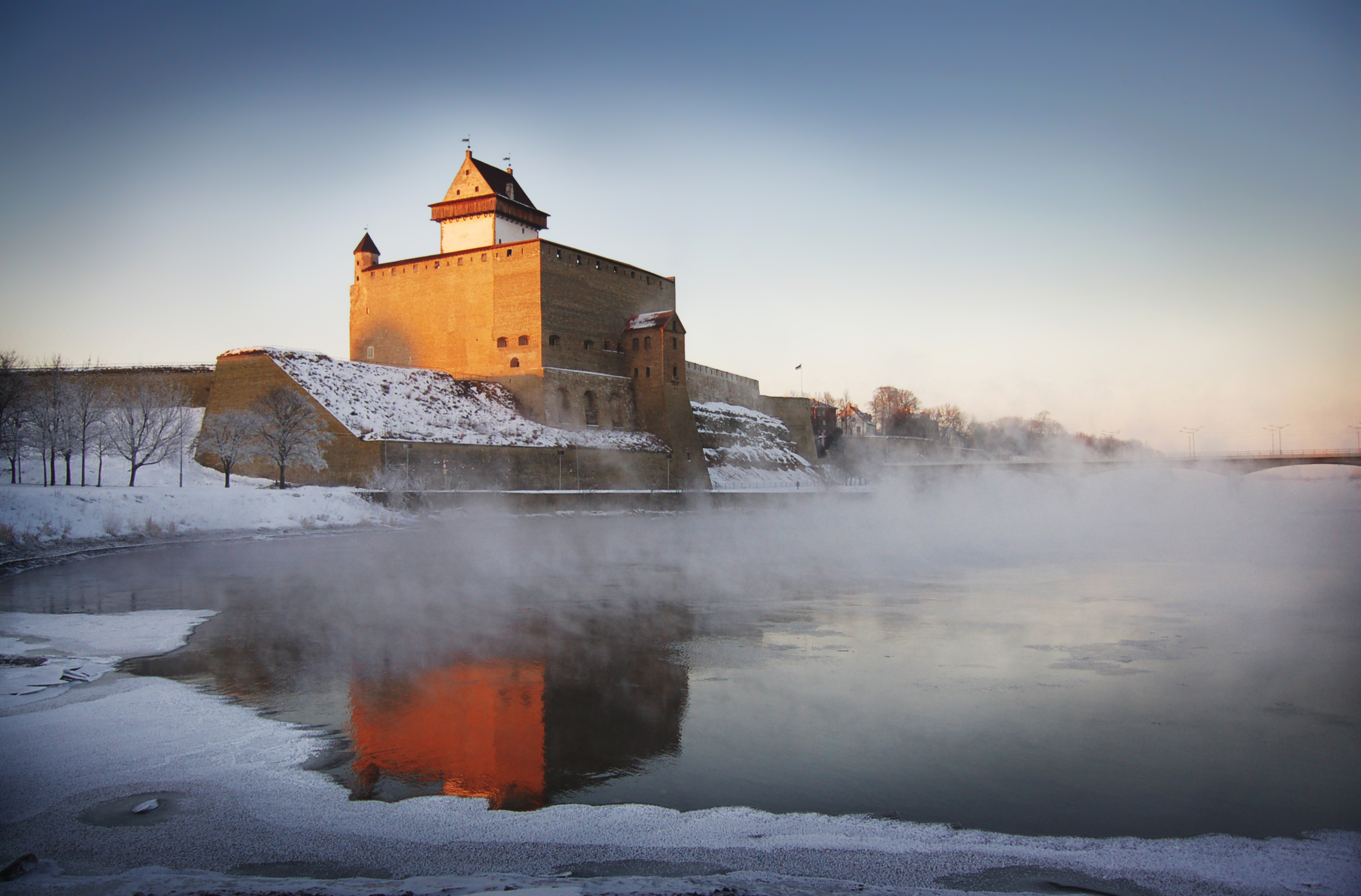
Hermann Castle, Narva